# 모테기역
모테기역(일본어: 茂木駅)은 일본 도치기현 하가군 모테기정에 위치한 모카 철도 모카 선의 철도역이다. 이 노선의 종점이며, 단선 승강장 1면 1선의 구조를 갖춘 지상역이다.

## 이용 현황
| 승차별 인원 추이 | 승차별 인원 추이   |
| 연도             | 1일 평균 승차 인원 |
| ---------------- | ------------------ |
| 2007             | 383                |
| 2008             | 381                |
| 2009             | 370                |
| 2010             | 377                |
| 2011             | 385                |
| 2012             | 376                |
| 2013             | 379                |
| 2014             | 354                |
| 2015             | 341                |

## 역 주변
- 국도 제294호선
- 도치기 현도 27호 나스쿠로바네모테기 선
- 도치기 현도 109호 모테기테이류조 선
- 와시노스 캠프장

## 역사
- 1920년 12월 15일 : 일본 철도성의 역으로서 개업.
- 1934년 8월 1일 : 성영 자동차 조노 선(가라스야마 - 모테기 구간) 운수 영업 개시.
- 1935년 8월 1일 : 성영 자동차 조노 선(모테기 - 고젠야마 구간) 운수 영업 개시.
- 1937년 3월 31일 : 성영 자동차 모테기 선(모테기 - 우쓰노미야 구간) 운수 영업 개시.
- 1987년 4월 1일 : 일본국유철도 분할 민영화에 의해, 동일본 여객철도가 승계.
- 1988년 4월 11일 : 모카 철도로 이관.

## 인접 역
| 모카 철도 ■ 모카 선  | 모카 철도 ■ 모카 선 | 모카 철도 ■ 모카 선 |
| -------------------- | ------------------- | ------------------- |
| 덴야바 시모다테 방면 | 모카 선             | 시·종착역           |